# Світовий ринок
Світови́й ри́нок (англ. world market) — сфера стійких товарно-грошових відносин між країнами, основою яких є міжнародний поділ праці та інші фактори виробництва.
Світовий ринок характеризується такими основними рисами:
- він є категорією товарного виробництва, який виходить в пошуках збуту своєї продукції за національні рамки;
- він проявляється в міждержавному переміщенні товарів, які знаходяться під впливом не тільки внутрішнього, але й зовнішнього попиту і пропозиції;
- він оптимізує використання факторів виробництва, підказуючи виробнику в яких галузях і регіонах вони можуть бути використані найбільш ефективно;
- виконує роль, що санує, тобто дозволяє забраковувати з міжнародного обміну товари і часто їх виробників, які не в змозі забезпечити міжнародний стандарт якості при конкурентних цінах;
- на ньому існує особлива система цін — світові ціни.

В умовах поглиблення і розширення світогосподарських зв'язків товарні ринки втрачають національні і територіальні кордони, перетворюючись у світові товарні ринки, на які виступають торговці всіх країн. Серед безлічі товарних ринків виділяються великі групи сировинних, продовольчих товарів, машин і обладнання, інших готових виробів, а також ринки будівельних, туристських та інших послуг, валютний, кредитний, фрахтовий та ін. Діяльність ринків регулюється міжнародними товарними угодами. На кожному товарному ринку складаються свої центри торгівлі, так звані «основні ринки», ціни яких визнаються базисними в торгівлі відповідними товарами. Існують особливі види ринків: товарні біржі, аукціони, торги, міжнародні виставки і ярмарки. Нинішній стан світового ринку характеризується насамперед тим, що, з одного боку, знижується питома вага традиційної комерційної торгівлі, з іншого — наростає обсяг обміну технологіями, обслуговуючими стійкі виробничо-технічні зв'язки.

## Закриті ринки
Ринки закриті — сектор світових товарних ринків, де взаємодіють продавці і покупці, пов’язані різними формами некомерційних відносин: юридичною залежністю, системою пайової участі і фінансового контролю, угодами про спеціалізацію і кооперування, спеціальними торгово-економічними, валютно-кредитними, військово-політичними і специфічними договорами, що не мають суто комерційного характеру.

### Види закритих ринків
- Перший вид - товарооборот всередині міжнародних монополій між їх підприємствами, розташованими в різних країнах. Товари тут рухаються по закритих фірмових каналах. Ціни на них носять розрахунковий або трансфертний характер. Їх формування відображає в основному цінову і фінансову політику монополій: встановлювати такі трансфертні ціни, які забезпечували б одержання максимального прибутку і не підривали б їх конкурентні позиції на відкритих ринках.
- Другий вид  - торгівля між монополіями і дрібними та середніми аутсайдерами, що є їхніми субпідрядниками в рамках спеціалізації і кооперування виробництва. Формально незалежні, фактично вони залежать від монополій, і торгівля між ними і монополіями носить закритий характер, а ціни носять характер монопольних.
- Третій вид - торгівля всередині різних регіональних економічних об'єднань і між країнами - учасницями таких об'єднань і третіми країнами за спеціальними угодами. Такого типу ринки захищені від третіх країн митними і немитними бар'єрами. Ціни на цих ринках відносно стабільні і слабо відображають коливання ринкової кон'юнктури в цілому.
- Четвертий вид  - за платіжними операціями в неконвертованій валюті, частково за довгостроковими контрактами, за товарообмінними і компенсаційними угодами, за програмами економічної і військової допомоги й іншим некомерційними спеціальними операціями, за кредитними угодами на фінансування експорту і т.д. На цьому ринку ціни є відносно стабільними і переглядаються в основному під впливом інфляції і залежно від змін курсів іноземних валют.